# La Cau (Sant Hilari Sacalm)
La Cau és una masia de Sant Hilari Sacalm (Selva) inclosa a l'Inventari del Patrimoni Arquitectònic de Catalunya. Masia aïllada, situada als afores del nucli urbà de Sant Hilari Sacalm.

## Descripció
L'edifici, en un estat ruïnós, consta de planta baixa, dos pisos i golfes, i el teulat, que tenia el carener perpendicualra a la façana est, i dos aiguavessos, s'ha ensorrat. A la façana est consta informació que hi ha una entrada amb dovelles amb la data 1175,(però el mal estat de conservació de la casa i la vegetació han impedit comprovar-ho.). A l'oest hi ha una entrada en arc rebaixat, on sembla que hi havia una inscripció de difícil lectura. A la Façana nord hi ha una mena de tribuna, amb una entrada en arc de mig punt a la planta baixa i un porxo que havia tingut balaustrada de fusta, al que s'ha accedeix a través d'una escala, amb la barana també de fusta. Al sud, la façana més destacada, amb una gran terrassa amb porxos a la planta baixa. Les obertures de la casa, en general, tenen arc de llinda (arc pla).
A través d'unes escales s'accedeix a un safreig i a una font protegida per una estructura en arc de mig punt fet de maons (com una gran fornícula), al costat del qual hi ha dues fornícules sense cap imatge ni res.
Al costat de la casa, hi ha una piscina amb una barana de ferro forjat.

## Història
El mas ja apareix esmentat en la dotació de l'església el 1199 com La Calm, d'aquí que hi ha qui pensa que podria haver donat nom a la parròquia i al poble de Sant Hilari. També consta en el fogatge del 1553.
La masia estava unida al mas Calmes, enderrocat el 1400.
L'edifici actual és fruit d'una reforma del segle xix.